# Branko Štrbac
Branko Štrbac (Herceg Novi, 7 de julho de 1957) é um ex-handebolista profissional montenegrino, campeão olímpico pela Seleção Iugoslava em 1984. 
Branko Štrbac fez parte do elenco medalha de ouro de Los Angeles 1984. Em Olimpíadas jogou uma partida e marcou um gol.

## Títulos
- Jogos Olímpicos:
  - Ouro: 1984